# 他是谁 (歌曲)
Who Is It（可译为“他是谁”）是美国歌手迈克尔·杰克森的一首歌曲。这首歌作为杰克森的第八张录音室专辑《Dangerous》的第五张单曲，于1992年7月13日由史诗唱片发行。这首歌由杰克森所写，由杰克森和比尔·波特瑞尔（Bill Bottrell）制作，歌曲讲述一个绝望的人，也讲述了这个人想留下他的所爱之人。
一些评论家把这首歌与杰克森自己的单曲“Billie Jean”做比较。这首歌共發行過两支MV：據故事性的主要MV則是由知名導演大衛·芬奇所執導，在1993年发行，其一開始並無在美國播放，但收錄在專輯《Dangerous: The Short Films》和《Michael Jackson's Vision》中；而另一支採用剪輯現場表演與歷史片段而成，作為一開始在美國發行宣傳使用的MV。
这首歌没有在迈克尔的任何一个巡演中被表演过。但在1993年奥普拉·温弗瑞采访他时，他透露自己已完成一小部分歌曲的现场樂器版。原本要在倫敦演唱會“This Is It”使用的，由于杰克森的過世，演唱會被迫取消，現場版仍無法面世。

## 背景与组成
“Who Is It”收录在迈克尔·杰克逊在1990年录制的第八张录音室专辑《Dangerous》中，专辑于次年发布。这首歌由杰克逊所写，并由Bill Bottrell制作出来。这首歌的歌词描写一个人在绝望之时，他的爱人突然离开他。他知道她对他不忠，而他想知道这人是谁。
“Who Is It”作为《Dangerous》专辑的第五首单曲，在1992年8月31日发布。

## 评论与成就
有几位音乐评论家说“Who Is It”是在模仿迈克尔1983年的歌曲“Billie Jean”：纽约时报的乔恩·帕勒斯说“Who Is It”是在模仿“Billie Jean”。洛杉矶时报的克里斯·威尔曼评论“Who Is It”的音轨与“Billie Jean”很类似。一个叫乔纳森·伯恩斯坦的作家写道“Who Is It”十分接近“Billie Jean”；滚石杂志的阿兰光指出这首歌的成就比不上“Billie Jean”，我们被骗了。
尽管如此，“Who Is It”在商业上的成就还是很大的。这首歌在一般国家的音乐排行榜上的峰值为三十名，在告示牌百强单曲榜上最高排名为第十四。而它在告示牌的R&B/嘻哈歌曲排行榜，以及舞蹈俱乐部歌曲排行榜上最高排名为第六。
这首歌还在其他一些国家的排行榜上达到前二十名的成就。在1992年7月25日这首歌刚亮相于英国音乐排行榜时排名第十二，而一周后它达到了顶峰：排名第十；值得一提的是，这首歌连续七周在这个排行榜的前一百名之中。在法国，这首歌于8月29日达到顶峰：排名第八。在奥地利，这首歌最高排名第五，且在8-10月之内一直在三十名以内。在瑞士，它初次亮相时排名第四十，两周后爬升到第十四。在荷兰，它初次亮相时仅排第九十四，一周后上升到六十名左右，最终成绩为第十九。在瑞典，它最高排名第二十四，四周后跌出五十名。在挪威，这首歌最高排名第十。在新西兰，这首歌最高排名十六。在澳大利亚，这首歌最高只排到三十四名。
在2009年6月杰克逊去世后，他的音乐人气激增。“Who Is It”在超过17年后重新进入了瑞士音乐排行榜，最高排名四十。

## 制作人员
由迈克尔·杰克逊写歌、组成、安排、制作背景音乐。
由迈克尔·杰克逊和比尔·波特瑞尔制作歌曲。（Bill Bottrell）
由比尔·波特瑞尔录制，混合并合成。（Bill Bottrell）
由布莱恩·罗兰和比尔·波特瑞敲鼓。（Bryan Loren, Bill Bottrell）
由路易斯·约翰逊弹低音电吉他。（Louis Johnson）
由布拉德·巴克瑟与派奇进行键盘安排。（Brad Buxer ，David Paich）
由布拉德·布克塞，迈克尔，大卫·派奇，史蒂夫·波尔卡罗和吉尔奥杰检查键盘的性能和编程。（ Brad Buxer, Michael Boddicker, David Paich, Steve Porcaro ，Jai Winding）
由乔治·德尔·巴里奥安排字符。（George del Barrio）
由恩德·雷格兰特演奏小提琴。（Endre Grant）
由拉里·科贝特独奏大提琴。（Larry Corbett）
由迈克尔·杰克逊与琳达·哈蒙发出女高音的声音。（Linda Harmon）